# Nikolaj Apalikov
Nikolaj Sergeevič Apalikov (in russo Николай Сергеевич Апаликов?; Orsk, 26 agosto 1982) è un pallavolista russo.
Gioca nel ruolo di centrale nel Volejbol'nyj klub Kuzbass.

## Carriera
La carriera di Nikolaj Apalikov inizia a livello giovanile nella sua città natale, Orsk, e poi nell'Izumrud, in seguito Lokomotiv-Izumrud. Dal 2000 viene promosso in prima squadra, vincendo due edizioni consecutive della Coppa di Russia e disputando la finale della Top Teams Cup 2000-01 e la final-four della Coppa CEV 2003-04, nella quale si classifica terzo. Nel 2005 esordisce in nazionale, con la quale disputa la finale del campionato europeo, persa contro l'Italia padrona di casa.
Nel 2007 viene ingaggiato dal Volejbol'nyj klub Zenit-Kazan', col quale vince cinque edizioni della Superliga russa, tre edizioni della coppa nazionale, altrettante edizioni della Supercoppa russa e tre Champions League, venendo premiato anche come miglior muro nel 2011-12. Nel 2011 rientra anche nel giro della nazionale, vince la World League e la Coppa del Mondo; un anno dopo vive il momento migliore della propria carriera, aggiudicandosi la medaglia d'oro ai Giochi della XXX Olimpiade, oltre a quella al campionato europeo 2013 e quella d'argento alla Grand Champions Cup 2013.
Nel novembre 2015, poco dopo l'inizio del campionato 2015-16, lascia lo Zenit-Kazan', approdando al Volejbol'nyj klub Gazprom-Jugra di Surgut. L'anno successivo si trasferisce al Volejbol'nyj klub Kuzbass.

## Palmarès

### Club
- Campionato russo: 5

2008-09, 2009-10, 2010-11, 2011-12, 2013-14
- Coppa di Russia: 5

2000, 2001, 2004, 2007, 2009
- Supercoppa russa: 3

2010, 2011, 2012
- Champions League: 3

2007-08, 2011-12, 2014-15

### Nazionale (competizioni minori)
- Memorial Hubert Wagner 2011
- Memorial Hubert Wagner 2013

### Premi individuali
- 2012 - Champions League: Miglior muro
- 2012 - Coppa di Russia: Miglior muro